# Turkmenistan i olympiska spelen
Turkmenistan deltog första gången vid olympiska sommarspelen 1996 i Atlanta. Innan dess utgjorde Turkmenistan en del av Sovjetunionen. Landet har inte tagit några medaljer, och har aldrig varit med i olympiska vinterspelen. 

## Medaljer
| Guld | Silver | Brons | Totalt antal medaljer |
| ---- | ------ | ----- | --------------------- |
| 0    | 0      | 0     | 0                     |

### Medaljer efter sommarspel
| Spel         | Guld | Silver | Brons | Totalt |
| 1996 Atlanta | 0    | 0      | 0     | 0      |
| 2000 Sydney  | 0    | 0      | 0     | 0      |
| 2004 Aten    | 0    | 0      | 0     | 0      |
| 2008 Beijing | 0    | 0      | 0     | 0      |
| Totalt       | 0    | 0      | 0     | 0      |